# Ceratozetidae
Ceratozetidae zijn  een familie van mijten. Bij de familie zijn 51 geslachten met circa 320 soorten ingedeeld.